# 天皇陵

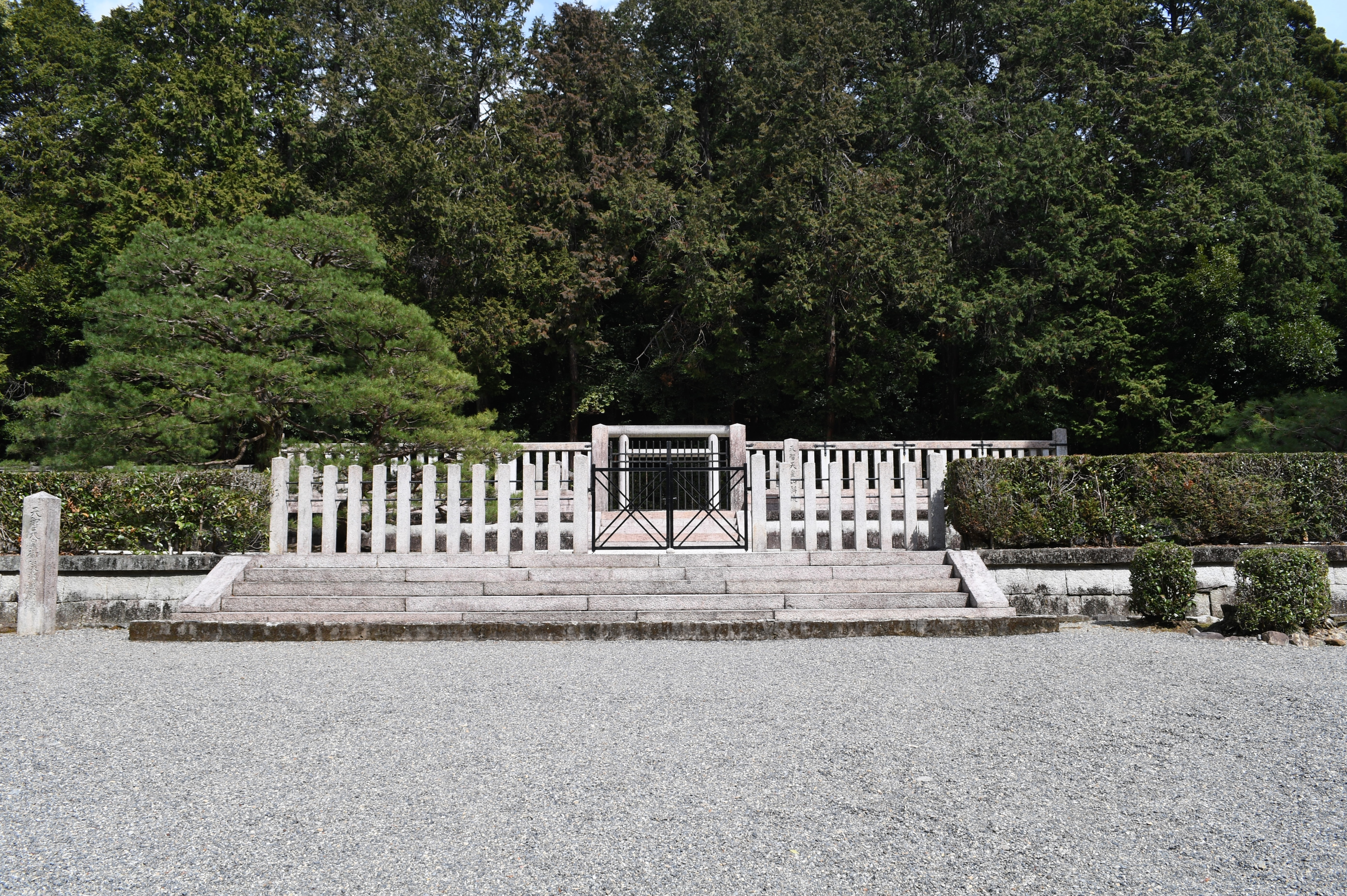
天智天皇山科陵（御廟野古墳）

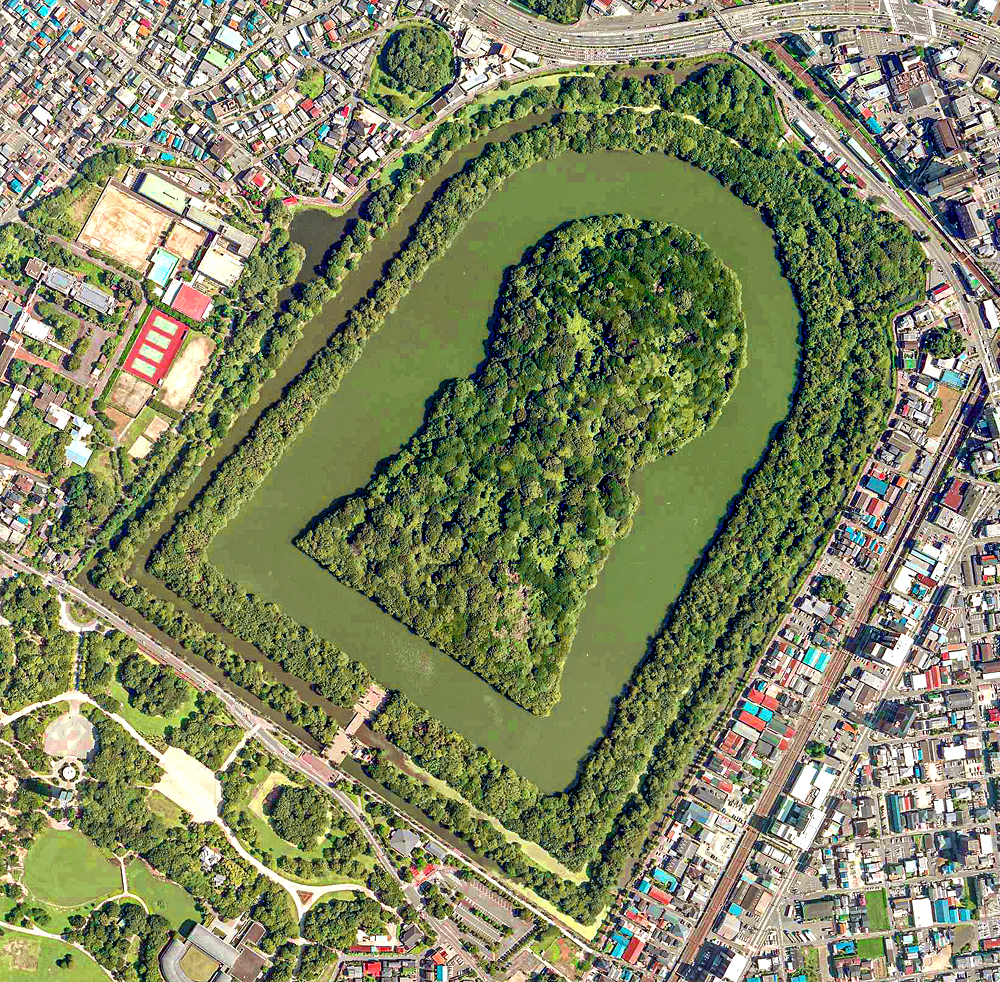
伝仁徳天皇陵（大仙陵古墳）

天皇陵（てんのうりょう）は、天皇の墓である。皇陵（こうりょう）ともいう。現在は宮内庁によって管理され、全ての陵で正辰祭（命日祭）などの祭祀（皇室祭祀）が行われている。

## 概要
皇室典範（昭和22年1月16日法律第3号）第27条により、天皇・皇后・皇太后・太皇太后を葬る所を陵（みささぎ/りょう）、その他の皇太子や親王などの皇族を葬る所を墓（はか/ぼ）と定められている。陵については、御陵（ごりょう）、山陵（さんりょう）ともいう。同附則第3項で、当時治定されていた陵及び墓は、第27条の陵及び墓とされた。
なお、天皇・皇后・皇太后・太皇太后の陵の他にも、「尊称天皇」・「追尊天皇」・「尊称皇后」の墓所や、いわゆる「神代三代」（日向三代、天津日高彦火瓊瓊杵尊・天津日高彦火火出見尊・彦波瀲武鸕鶿草葺不合尊）の墓所、日本武尊の白鳥伝承に基づく白鳥陵、飯豊青皇女（飯豊天皇とも）の墓所が「陵」と称されている。
これらのほか、宮内庁が現在管理しているものには、分骨所・火葬塚・灰塚など陵に準じるもの、髪・歯・爪などを納めた髪歯爪塔などの一種の供養塔、古代の殯（もがり）の地である殯斂地、被葬者を確定できないものの皇族の墓所の可能性が考えられる陵墓参考地などがあり、一般にはこれらを総称して陵墓（りょうぼ）という。
陵墓に指定されている古墳（陵墓古墳）のうち、天皇陵は41基、皇后陵は11基、皇太子などの墓は34基であり、天皇、皇后、皇子等を合葬したものを差し引くと合計85基ある。
宮内庁管理の陵墓は、北は山形県から南は鹿児島県まで1都2府30県にわたって所在している。陵は歴代天皇陵が112、皇后陵など76で計188である。皇族等の墓は555。分骨所・火葬塚・灰塚などの陵に準じるものが42、髪歯爪塔（はっしそうとう）などが68、陵墓の可能性がある陵墓参考地が46あり、総数は899である。所在地が重複するものもあるので、箇所数は460となる（詳細は「宮内庁治定陵墓の一覧」を参照）。
これら陵墓は現在も皇室による祭祀（皇室祭祀）が行われており、研究者などが自由に立ち入って考古学的調査をすることができない。調査には宮内庁の認可を要するが、祭祀が行われる「生きたお墓」として部外者の立ち入りを拒んでおり、認可されて調査が実際に行われた例は数えるほどしかない。しかしながら調査の許可を求める考古学会の要望もあり、近年は地元自治体などとの合同調査を認めたり、修復のための調査に一部研究者の立ち入りを認めるケースも出てきている。
諸外国の陵墓と比較して天皇陵の調査が進まないのは、天皇陵は現在も続いている王朝の陵墓だからだとの指摘があり、世界遺産の始皇帝陵やエジプトのピラミッドの被葬者の王朝は現在は途絶えているのに対し、日本の皇室は建国から一貫して続いているものとされており（万世一系）、たとえ古代の天皇陵であっても現皇室の祖先の陵墓で有ることから、それを調査すること自体が非常に抵抗の大きいものだとの主張がある。
なお、陵墓の調査に関しては、今上天皇が過去に自身の考えを述べたことがある（詳細は「今上天皇の発言」を参照）。
2018年（平成30年）10月15日、宮内庁は、仁徳天皇陵の一部について発掘調査を実施すると発表した。宮内庁の担当者は「陵墓は長年、地元の力で守られてきた。より一層適切な管理をしていくため、地域の協力が欠かせないと判断した」としている。2019年（令和元年）7月6日、仁徳天皇陵を含めた「百舌鳥・古市古墳群」が、宮内庁が治定している天皇陵の中で初めて、世界遺産に登録された。

## 変遷

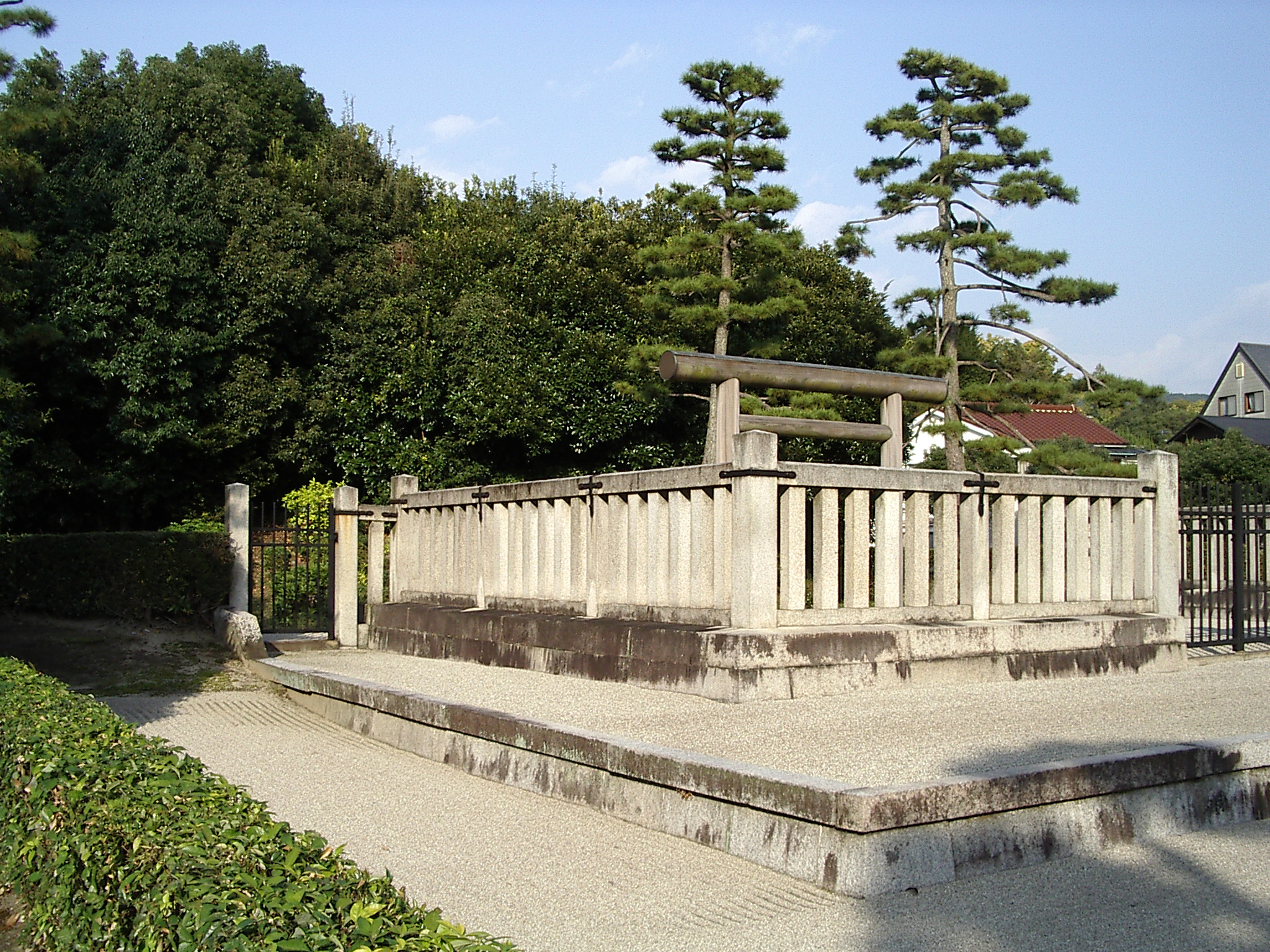
北白川陵（後二条天皇陵）

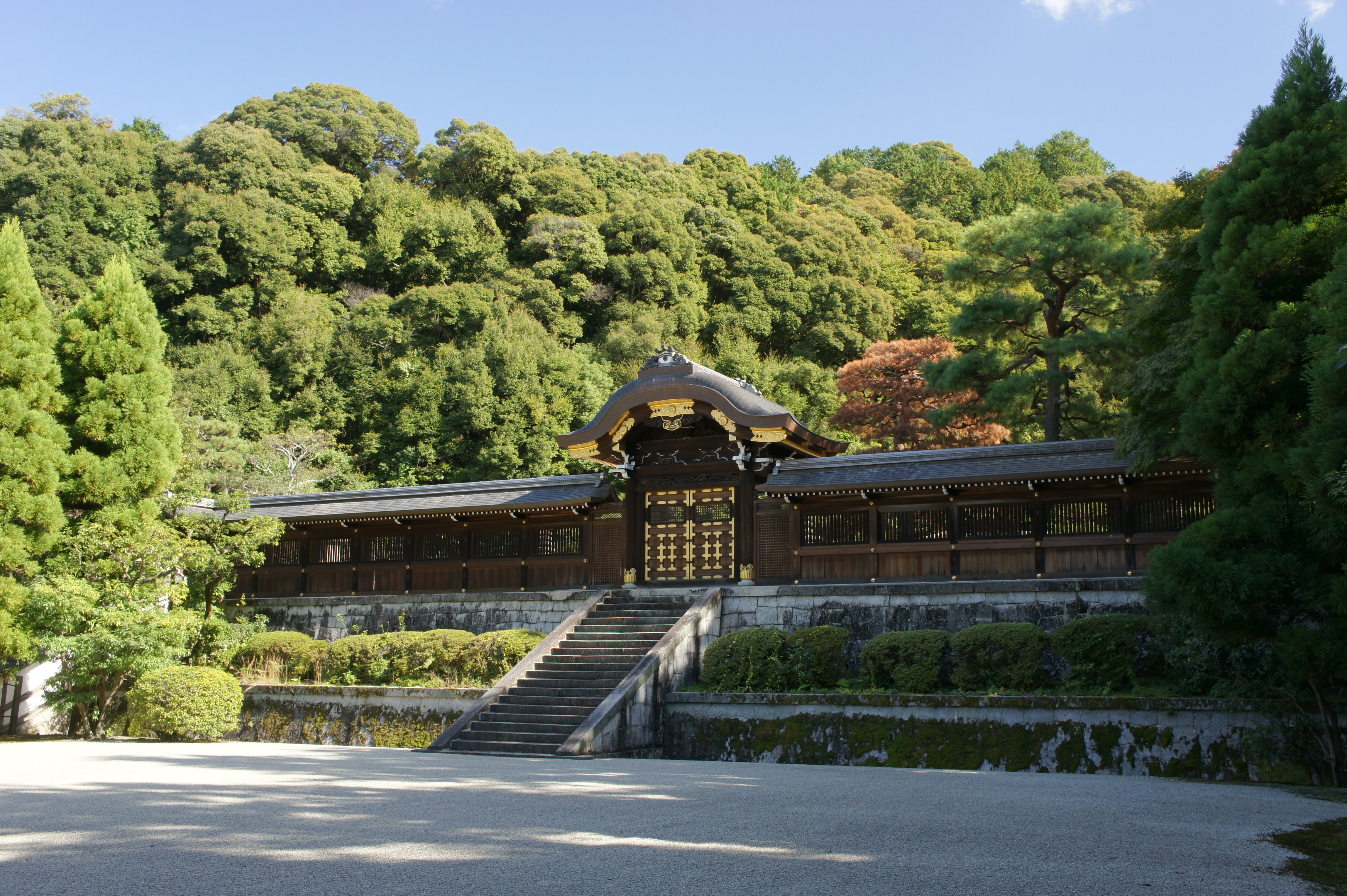
泉涌寺内の月輪陵・後月輪陵
鎌倉時代の四条天皇および江戸時代の後水尾天皇から仁孝天皇までの14人の天皇が葬られている

天皇が大王（おおきみ）と呼ばれていた古墳時代には、その陵は巨大な前方後円墳だった（9代開化陵～30代敏達陵）。6世紀末から7世紀初になると、大型の方墳、円墳へと変化し、さらに7世紀中頃から8世紀初頭には、大王陵に八角墳が採用されるようになる（舒明天皇陵の段ノ塚古墳、天智天皇陵の御廟野古墳、天武・持統合葬陵の野口王墓古墳、文武天皇陵の中尾山古墳）。大王にのみ固有の八角墳は、大王が一般の豪族層を超越した存在であることを陵の規模だけでなく形状の上でも示そうとしたものと考えられている。このような陵の変化は、大王を中心とする中央集権国家への動きから律令国家の形成に対応したものであった。
奈良時代になると、都周辺の特定の地域に陵墓地区を設けることが行われ、天皇陵の多くは平城京の北郊に築かれた。また、長岡京でも同様の北郊に天皇陵が築かれる予定であった（長岡京で崩御した天皇はいないが、桓武天皇の生母・后妃の陵墓が存在する）。平安京においても同様の計画があったとされているが、在地豪族らの反対もあって断念された。それ以降の天皇は自身とゆかりのある場所の近くに陵墓を造営した。
院政期の白河天皇、鳥羽天皇、近衛天皇に至って仏式の堂に納骨する方式が現れ、江戸時代の後水尾天皇以後は仁孝天皇に至るまで代々泉涌寺（京都市東山区）内に石造塔形式の陵墓が建立された。幕末になり尊皇思想が高揚すると天皇陵にも復古調が取り入れられ、孝明天皇陵は大規模な円墳となった。明治天皇陵の伏見桃山陵は、天智天皇陵に範を取った上円下方墳が採用され、以降、今日に至っている。また、皇后陵は中国の古式に則って（例：西太后の「定東陵」）天皇陵の東に造営されることになった。そのため皇后陵は「○○東陵（○○のひがしのみささぎ）」と呼ばれる。
大正天皇（即ち東京奠都）以後、天皇・皇后の陵は東京都八王子市の御料地内に作られることになり、武蔵陵墓地が成立した。一方、その他の皇族の墓は明治天皇の皇子（稚瑞照彦尊）の薨去を契機として東京都文京区大塚の護国寺裏山に設けられることとなり、現在、豊島岡墓地となっている。

## 火葬と土葬
奈良時代から平安時代初頭にかけての天皇陵は、土葬される例（聖武天皇）や、墳丘を作ったと思われる事例（桓武天皇）を経て、仏教思想の影響により、火葬の導入（最初に天皇で火葬を行ったのは第41代持統天皇）や火葬後に散骨して大規模な造営を行わない事例（淳和天皇）などが見られるようになる。
淳和天皇以降、在位中の天皇の崩御は国家の行事として山陵の造営が行われて土葬され、譲位した太上天皇の崩御は皇室の行事として火葬にされる慣例が確立する（淳和天皇より後に崩御した嵯峨天皇に関しては両説あり）。しかし、譲位後に次代の天皇から正式に太上天皇の称号が贈られる前に崩御した醍醐天皇の場合は在位中の天皇と同じような葬儀が行われ、次に同様の事例となった一条天皇の場合は本人が生前に希望していたにもかかわらず土葬ではなく、太上天皇の葬儀の例として火葬が行われた。そして、後一条天皇が在位中に崩御すると、崩御の事実を隠して譲位の儀式を行ったあとで崩御が発表されて太上天皇として火葬されるようになった。その後、全ての天皇が火葬された訳では無いものの、山陵の造営は幕末まで行われなくなる。
2012年（平成24年）4月26日、宮内庁は、天皇や皇后が崩御した際の埋葬方法を、第125代天皇明仁およびその皇后美智子の意向により、旧来の土葬から火葬に変える方針で検討すると発表。翌2013年（平成25年）11月14日、宮内庁は第125代天皇の明仁及びその皇后美智子の埋葬法を正式に火葬にて行うと発表。合わせて二人の陵を一体的に整備する事で従来の陵より小さく作る事も発表した。（当初は天皇と皇后を一緒に埋葬する合葬も視野にいれ検討されたが、正式決定時には二人の陵を寄り添う形で作ると定められた）これにより、江戸時代初期から350年以上続いてきた天皇・皇后の葬儀と埋葬方法は第125代天皇明仁の代では大きく変わることとなった。

### 歴代天皇の葬儀
|     |              | 土葬 | 火葬 | 備考               |
| --- | ------------ | ---- | ---- | ------------------ |
| 26  | 継体天皇     | ◯    |      |                    |
| 27  | 安閑天皇     | ◯    |      | 皇后との合葬       |
| 28  | 宣化天皇     | ◯    |      | 皇后との合葬       |
| 29  | 欽明天皇     | ◯    |      | 初もがり           |
| 30  | 敏達天皇     | ◯    |      |                    |
| 31  | 用明天皇     | ◯    |      |                    |
| 32  | 崇峻天皇     | ◯    |      | 葬儀なし           |
| 33  | 推古天皇     | ◯    |      | 初の薄葬の遺詔     |
| 34  | 舒明天皇     | ◯    |      |                    |
| 35  | 皇極天皇     |      |      | 重祚               |
| 36  | 孝徳天皇     | ◯    |      | 薄葬令             |
| 37  | 斉明天皇     | ◯    |      |                    |
| 38  | 天智天皇     | ◯    |      |                    |
| 39  | 弘文天皇     | ◯    |      |                    |
| 40  | 天武天皇     | ◯    |      |                    |
| 41  | 持統天皇     |      | ◯    | 天皇初の火葬       |
| 42  | 文武天皇     |      | ◯    |                    |
| 43  | 元明天皇     |      | ◯    |                    |
| 44  | 元正天皇     |      | ◯    |                    |
| 45  | 聖武天皇     | ◯    |      |                    |
| 46  | 孝謙天皇     |      |      | 重祚               |
| 47  | 淳仁天皇     |      |      | 廃位・淡路島       |
| 48  | 称徳天皇     | ◯    |      |                    |
| 49  | 光仁天皇     |      |      | 未詳               |
| 50  | 桓武天皇     | ◯    |      | 剣璽渡御ノ儀       |
| 51  | 平城天皇     | ◯    |      |                    |
| 52  | 嵯峨天皇     | ◯    |      |                    |
| 53  | 淳和天皇     |      | ◯    | 山中散骨           |
| 54  | 仁明天皇     | ◯    |      |                    |
| 55  | 文徳天皇     | ◯    |      |                    |
| 56  | 清和天皇     |      | ◯    |                    |
| 57  | 陽成天皇     | ◯    |      |                    |
| 58  | 光孝天皇     | ◯    |      | 「倚廬」敷設       |
| 59  | 宇多天皇     |      | ◯    |                    |
| 60  | 醍醐天皇     | ◯    |      |                    |
| 61  | 朱雀天皇     |      | ◯    |                    |
| 62  | 村上天皇     | ◯    |      |                    |
| 63  | 冷泉天皇     |      | ◯    |                    |
| 64  | 円融天皇     |      | ◯    |                    |
| 65  | 花山天皇     |      | ◯    |                    |
| 66  | 一条天皇     |      | ◯    |                    |
| 67  | 三条天皇     |      | ◯    |                    |
| 68  | 後一条天皇   |      | ◯    | 如在之儀           |
| 69  | 後朱雀天皇   |      | ◯    |                    |
| 70  | 後冷泉天皇   |      | ◯    |                    |
| 71  | 後三条天皇   |      | ◯    |                    |
| 72  | 白河天皇     |      | ◯    |                    |
| 73  | 堀河天皇     |      | ◯    |                    |
| 74  | 鳥羽天皇     | ◯    |      |                    |
| 75  | 崇徳天皇     |      | ◯    | 流刑地             |
| 76  | 近衛天皇     |      | ◯    |                    |
| 77  | 後白河天皇   | ◯    |      |                    |
| 78  | 二条天皇     |      | ◯    |                    |
| 79  | 六条天皇     | ◯    |      |                    |
| 80  | 高倉天皇     | ◯    |      | 当日土葬           |
| 81  | 安徳天皇     |      |      | 入水               |
| 82  | 後鳥羽天皇   |      | ◯    | 流刑地             |
| 83  | 土御門天皇   |      | ◯    | 流刑地             |
| 84  | 順徳天皇     |      | ◯    | 流刑地             |
| 85  | 仲恭天皇     |      |      | 未詳               |
| 86  | 後堀河天皇   | ◯    |      |                    |
| 87  | 四条天皇     | ◯    |      |                    |
| 88  | 後嵯峨天皇   |      | ◯    |                    |
| 89  | 後深草天皇   |      | ◯    |                    |
| 90  | 亀山天皇     |      | ◯    |                    |
| 91  | 後宇多天皇   | ◯    |      | 大覚寺境内         |
| 92  | 伏見天皇     |      | ◯    |                    |
| 93  | 後伏見天皇   |      | ◯    |                    |
| 94  | 後二条天皇   |      | ◯    |                    |
| 95  | 花園天皇     |      | ◯    |                    |
| 96  | 後醍醐天皇   | ◯    |      | 吉野山             |
| 97  | 後村上天皇   | ◯？  |      | 観心寺             |
| 98  | 長慶天皇     |      |      | 未詳               |
| 99  | 後亀山天皇   | ◯    |      | 大覚寺             |
| 北1 | 光厳天皇     |      | ◯    |                    |
| 北2 | 光明天皇     | ◯    |      |                    |
| 北3 | 崇光天皇     |      | ◯    |                    |
| 北4 | 後光厳天皇   |      | ◯    | 以後葬場は泉涌寺   |
| 北5 | 後円融天皇   |      | ◯    |                    |
| 100 | 後小松天皇   |      | ◯    |                    |
| 101 | 称光天皇     |      | ◯    |                    |
| 102 | 後花園天皇   |      | ◯    |                    |
| 103 | 後土御門天皇 |      | ◯    |                    |
| 104 | 後柏原天皇   |      | ◯    |                    |
| 105 | 後奈良天皇   |      | ◯    |                    |
| 106 | 正親町天皇   |      | ◯    |                    |
| 107 | 後陽成天皇   |      | ◯    |                    |
| 108 | 後水尾天皇   | ◯    |      |                    |
| 109 | 明正天皇     | ◯    |      |                    |
| 110 | 後光明天皇   | ◯    |      |                    |
| 111 | 後西天皇     | ◯    |      |                    |
| 112 | 霊元天皇     | ◯    |      |                    |
| 113 | 東山天皇     | ◯    |      |                    |
| 114 | 中御門天皇   | ◯    |      |                    |
| 115 | 桜町天皇     | ◯    |      |                    |
| 116 | 桃園天皇     | ◯    |      |                    |
| 117 | 後桜町天皇   | ◯    |      |                    |
| 118 | 後桃園天皇   | ◯    |      |                    |
| 119 | 光格天皇     | ◯    |      |                    |
| 120 | 仁孝天皇     | ◯    |      | 泉涌寺・仏式の最後 |
| 121 | 孝明天皇     | ◯    |      |                    |
| 122 | 明治天皇     | ◯    |      |                    |
| 123 | 大正天皇     | ◯    |      | 皇室喪儀令         |
| 124 | 昭和天皇     | ◯    |      |                    |

## 管理
大化以前の陵墓管理についてはよくわかっていないが、『日本書紀』推古天皇紀の、620年（推古天皇28年）に欽明天皇陵に砂礫を葺き盛り土をしたという記事が、天皇陵の修築が行われた例としてあげられる。
律令制下においては、天皇陵をはじめとする陵墓は国家によって管理されることになっており、大宝令・養老令では担当部署として治部省下に諸陵司が置かれている。その後、天平年間には諸陵司が拡充され、諸陵寮となった。平安時代前期に編纂された『延喜式』には諸陵寮管理下の陵墓の一覧表が記載されているが、このころの墓には外戚（皇妃の実家：藤原氏など）の墓も含まれている。管理の具体的内容としては、陵戸・墓戸の設置がある。醍醐天皇陵の管理が醍醐寺に委ねられて以後、寺院内に造営された陵墓の管理は所領を与える条件で各寺院に任されることになり、陵墓管理が国家の手から離れていく要因となった。平安後期には、推古天皇陵・成務天皇陵・聖武天皇陵の盗掘事件が発生し、勅使発遣・犯人追捕・毀損箇所の修理等の対応がとられ、犯人の配流・宝物の奉還が行われた。
鎌倉期の1235年（文暦2年）には、天武・持統天皇合葬陵の盗掘事件が発生したことが藤原定家『明月記』に記載されている。直ちに勅使が遣わされ、毀損箇所は埋め戻された。1238年（嘉禎4年）には盗掘犯人が逮捕されて大内裏門前に晒され、見物人が殺到したという。
中世以後、皇室の力が衰えると荒れ放題となる陵墓もあり、周濠が溜池として用いられる例や、中には伝安閑陵古墳（高屋城）のように戦国大名の城として改造されたものまであった。幕末の「文久の修陵」の際には陵墓や周濠が私有地化して中には耕作されている事例もあり、最終的には修陵時に強制的に買い上げられることになるが、そこに至る前に耕作している農民やそこから年貢を得ていた藩や旗本との複雑な交渉を行う必要があった。
陵墓が今日のように整備され、管理が強化されるようになったのは明治以後のことである。明治以後も陵墓を原因とした現地住民との軋轢を抑えるために、陵墓や周濠に影響を与えない範囲での灌漑用水としての利用や陵墓の清掃を名目とした枯枝や芝草の刈取りを限定的に認める事例もあった。
現在は全国の陵墓所在地を5つに分け、宮内庁書陵部の
- 多摩陵墓監区事務所（東京都八王子市・武蔵陵墓地、管轄都県＝山形県・新潟県・栃木県・東京都・神奈川県・長野県）
- 桃山陵墓監区事務所（京都市伏見区・桃山陵墓地、管轄府県＝京都府・大阪府・兵庫県・岡山県・広島県・山口県・福岡県・佐賀県・長崎県・熊本県・宮崎県・鹿児島県）
- 畝傍陵墓監区事務所（奈良県橿原市・神武天皇陵、管轄県＝奈良県・三重県・岐阜県・愛知県・静岡県）
- 月輪陵墓監区事務所（京都市東山区・泉山陵墓地、管轄府県＝京都府、滋賀県、兵庫県、石川県、富山県、鳥取県、島根県）
- 古市陵墓監区事務所（大阪府羽曳野市・応神天皇陵、管轄府県＝大阪府・兵庫県・和歌山県・香川県・徳島県・愛媛県・高知県）

が管理を行っている。
陵墓への立ち入りは宮内庁により厳しく制限されている。考古学的調査に関しても、補修工事などを除いて原則許可されない。特に発掘調査については、原則として全面禁止の方針が打ち出されている。宮内庁は「現に皇室において祭祀が継続して行われている」「静安と尊厳の保持が最も重要なことであり、したがって部外者に陵墓を発掘させたり立ち入らせたりすることは慎むべき」という理由で、学術調査の認可に対して厳しい制限を設けている。また2010年（平成22年）にも、当時の風岡典之次長が「陵墓指定の見直しは考えていない」と、発掘調査について否定的見解を示した。

### 今上天皇の発言
なお、天皇徳仁は、皇太子時代の1990年（平成2年）2月23日の記者会見において「歴代天皇陵の学術調査を望む声がありますが、歴史学者でもある殿下の考えをお聞かせ下さい」との質問に対し、以下のように発言している。

## 祭祀
築造された当時の古墳でどのような祭祀が行われていたかについては、諸説あるが定説をみるに至っていない。
『日本書紀』天武天皇即位前紀には、壬申の乱に際して大海人皇子（後の天武天皇）が高市社の事代主神と身狭社の生霊神の神託を受けて神武天皇陵に馬と武器を奉って戦勝祈願を行った記事がみえる。
律令期以降、各陵墓に対しては荷前の幣（のさきのへい）と呼ばれる国家による祭祀が行われていた。この祭祀はすべての陵墓に等しく行われたのではなく、延喜式諸陵式により重要視されたものは近陵・近墓、そうでないものは遠陵・遠墓とのランク分けがなされ、祭祀に際しての貢物の量が異なっていた。祭祀に際しては貴族が派遣されることになっており、その役目を荷前の使と呼んだ。しかし、陵墓に対する「墓＝死＝穢れ」といったイメージが貴族たちに嫌われ、更に荷前の奉納が秋から冬にかけての寒い時期の儀式であったことから、次第に忌避されるようになり、陵墓の所在が不明確になっていく理由のひとつになった。荷前の制度は、形骸化しつつも1350年（貞和6年）まで継続した。
平安期以降、仏寺に営まれた陵墓においては僧侶による仏教祭祀が行われた。現在宮内庁が管理する陵墓には、門跡寺院の墓地内に営まれた江戸期の皇族墓も多いが、これらも同様である。
陵墓と、その被葬者を祭神とする神社が隣接または一体化していた例もみられる。応神天皇陵後円部に隣接する誉田八幡宮は、祭神である八幡神（応神天皇霊）の御廟として陵墓を祀ってきた。1801年（享和元年）の『河内名所図会』には、社殿背後の陵墓後円部頂上に堂が建てられ、そこまで階段が設けられている様が描かれている。当時は大祭に際して頂上の堂まで神輿が渡御しており、現在でも毎年9月の秋季例大祭の夜、神輿が宮内庁管理下の陵墓兆域内まで渡御する。天智天皇陵には江戸時代、天智天皇を祭る祠があり、巫女による湯立て神事などが行われていたという。他に、神代三山陵のひとつ天津日高彦火瓊瓊杵尊陵（可愛山陵）と新田神社、彦五瀬命墓と竈山神社、百舌鳥陵墓参考地（百舌鳥御廟山古墳）と百舌鳥八幡宮、崇道天皇陵と崇道天王社（明治期に近くの嶋田神社に合祀）、以仁王墓と高倉神社などの例がある。
明治以後、国家による陵墓祭祀が復活し、現在は皇室によって被葬者の崩御・薨去から3年・5年・10年・20年・30年・40年・50年・100年・以後100年ごとに式年祭、毎年の祥月命日に正辰祭が行われている。天皇陵における式年祭には勅使が参向し、宮内庁幹部、ゆかりのある寺社の住職・宮司、地元有力者らが参列するほか、皇族が参列する場合もある。天皇の式年祭に際しては、同時刻に宮中三殿のひとつ皇霊殿で天皇親祭による儀式が行われる。また、神武天皇と先代の天皇の式年祭では、天皇が自ら陵を訪れて親祭を行う。正辰祭については、おもに現地の宮内庁書陵部職員が皇室に代わって行う。
国家によるものとは別に、個別の陵墓にまつわる民間信仰が現在まで存続している例もある。舒明天皇陵について合田安吉『歴代御陵めぐり』（1936年（昭和11年）大文館書店）は「古来より里人伝へて言ふに、此の御陵に逆上の病を祈ると験ありと称して陵下に詣で、或は清酒、洗米を供し燈明を献じ祈るもの多く、今日に至るも尚祈るものあり」と述べているが、現在も同陵の脇に宮内庁管理外の手水場が設置されている。また、大吉備津彦命墓の兆域内にある石仏群「穴観音」は、現在も参拝者があるため、その部分だけ陵墓兆域内に立入りできるようになっており、賽銭箱も設置されている。安徳天皇陵との伝承がある西市陵墓参考地では、毎年4月25日前後に地元住民により「先帝祭」が行われ、地元神社の宮司が祭事を執行している。

## 修陵
「修陵」とは、荒れ果てた陵を修繕することである。江戸時代の元禄・万治・延宝・享保・文久などの各時期に修陵事業が行われた。中でも、幕末の「文久の修陵」は、大がかりな土木工事を伴った。

### 元禄の修陵
水戸藩主の徳川光圀は元禄期に幕府へ陵墓の修理を願い出たが許可されず、代わって幕府が1697年（元禄10年）～1699年（元禄12年）に修陵を行った。その報告書として細井知慎『諸陵周垣成就記』がある。
1772年（明和9年）に飛鳥・吉野を旅した本居宣長は、その旅行記『菅笠日記』のなかで、元禄以来二十年に一度ほど陵墓の修理や調査が行われていることに言及している。

### 文久の修陵
宇都宮藩の建議で幕府が1862年（文久2年）から行った事業が「文久の修陵」である。こうした事業を幕府が許可した背景には、幕末という当時の世情が大きく影響している。この際に、各陵の工事前と工事後の様子を絵師に描かせ、上下二卷にまとめて1867年（慶応3年）に朝廷と幕府に献上したものがいわゆる「文久山陵図」である。現在、朝廷献上本は宮内庁書陵部の、幕府献上本は国立公文書館の所蔵となっている。2005年（平成17年）に国立公文書館本を元版とする『文久山陵図』が出版された。
文久の修陵で多少でも手が加わったのは109か所におよぶ。天皇陵だけでも、山城34、大和34、河内24、和泉3、摂津1、丹波2で全部で76か所となっている。

## 山陵探索・治定
現在につながる天皇陵の探索および治定は、そのほとんどが江戸時代に行われており、一部のものについては明治時代以降にまでずれこんだ。
江戸時代には、尊皇思想の勃興とともに、天皇陵探索の気運が高まり、松下見林、本居宣長、蒲生君平、北浦定政、谷森善臣、平塚瓢斎などが、陵墓の所在地を考証したり、現地に赴いたりしており、幕府による修陵もこうした動きと無関係ではない。
現在の歴史学的・考古学的知見に基づき同意できるものは、奈良時代までの天皇陵では、天智天皇陵、天武・持統天皇陵など数か所程度とされる。平安時代～室町時代のものは、薄葬によって位置を特定することが困難なものや陵が置かれた寺院が廃滅したことによって所在が不明になってしまったものなどが多く、ますます歴史学的・考古学的信頼度は低下する。極端な事例としては火葬後に散骨された淳和天皇の場合、陵墓が存在する筈がないにもかかわらず、幕末に散骨されたと伝えられる場所に陵墓を築いた大原野西嶺上陵もある。
後白河天皇の法住寺陵、後醍醐天皇の塔尾陵などのように近世にいたるまで管理され、伝えられたものはむしろ少数派である。

### 治定見直しに於ける問題点
現在天皇陵とされる古墳の中には、その天皇の治世と古墳の築造時期が大幅にずれている例が存在する。継体天皇陵として治定されている太田茶臼山古墳はその例で、実際の築造時期は継体天皇の治世より約1世紀前にあたる、と推定されている。また、雄略天皇陵のように、文久年間に別々の円墳と方墳を強引に一つに繋ぎあわせた陵を明治に入り治定した例もある。逆に、天皇陵指定を受けていないが、考古学者によって天皇陵と推定されている古墳も少なくない。これらの古墳は指定を受けていないが故に学術調査が可能で、被葬者の同定が可能となった。
宮内庁は学術的信頼度については「たとえ誤って指定されたとしても、現に祭祀を行なっている以上、そこは天皇陵である」とし、治定見直しを拒絶している。近年では、「治定を覆すに足る陵誌銘等の確実な資料が発見されない限り、現在のものを維持していく所存」としている。これに対して井沢元彦は、現代考古学で明らかに別人と判明している墓を天皇陵として祀ることは先祖霊に対する侮辱であると指摘している。
天皇陵指定を受けていないが、天皇陵と推定されている古墳には、主に以下のものが該当する。
- 文武天皇陵：中尾山古墳（奈良県明日香村）
- 継体天皇陵：今城塚古墳（大阪府高槻市）
- 斉明天皇陵：牽牛子塚古墳（奈良県明日香村）
- 推古天皇陵：植山古墳（奈良県橿原市） - ここが初葬地で後に現推古陵へ改葬されたとする説もある

### 治定見直しに伴う指定の変更
宮内庁は、「皇室の陵墓はあくまでも祭祀の対象であるため、一般の古墳や墓所とは性格が異なる」として、天皇陵を始めとする陵墓の治定見直しならびに指定の変更を拒絶している。この方針は、戦前の旧神祇省・旧宮内省から引き継がれたものである。陵墓及び陵墓参考地の指定変更が行われる場合についても、「被葬者の特定が可能な史料が発見された」「天皇陵ではないことが文献や記録から明らかになった」などのやむをえない事情によってのみ行われることを明らかにしている。
陵墓の治定替え又は治定解除は1912年（明治45年）1月が最後となっており、それ以降は治定替え・治定解除は一度も行われていない。陵墓参考地の治定替え・治定解除も1955年（昭和30年）8月以来行われていない。
治定見直しに伴って、治定替えにより天皇陵とされた古墳には、主に以下のものが該当する。
- 天武・持統天皇檜隈大内陵：野口王墓古墳（奈良県明日香村） - これに伴い見瀬丸山古墳が天皇陵から陵墓参考地（畝傍陵墓参考地）に変更されている
- 文武天皇檜隈安古岡上陵：栗原塚穴古墳（奈良県明日香村） - それまでは野口王墓古墳が檜隈安古岡上陵とされていた[28]

## 参拝
陵墓は、内部に入ることはできないものの、参拝する場所が設けられており、年間を通して参拝することができる。ただし、年末年始や土日・祝日は参拝の取扱いをしていない陵墓もある。
歴代の天皇陵については、寺社の「御朱印」に該当する御陵印（ごりょういん）をもらうことができる。なお、御陵印は各天皇陵にあるわけではなく、以下の陵墓監区事務所に保管されている。
- 多摩陵墓監区事務所（東京都八王子市・武蔵陵墓地）
- 桃山陵墓監区事務所（京都市伏見区・桃山陵墓地）
- 月輪陵墓監区事務所（京都市東山区・泉山陵墓地）
- 畝傍陵墓監区事務所（奈良県橿原市・畝傍山東北陵）
- 古市陵墓監区事務所（大阪府羽曳野市・恵我藻伏崗陵）

天皇が参拝する陵は、地方への行幸の際などを除き、原則として神武天皇陵と前4代の天皇陵に限られる。このほかに特異な例として、第二次世界大戦後、歴代各陵に対し戦争の終熄へのお詫びと日本の復興に対する御加護を祈るため、昭和天皇から高松宮宣仁親王、三笠宮崇仁親王をはじめ親王、王に代拝を命じたことがある。

## 一覧

### 歴代天皇陵
天皇名・陵名・読み・形式・所在地は宮内庁サイト（天皇陵）による。文徳天皇までの陵名は一部を除き『延喜式』諸陵寮（『諸陵式』）の記載に同じ。また、古墳名・治定時期は政府答弁等による。
| 代         | 天皇名                                 | 陵名（読み）                                                               | 形式                                   | 所在地                                              | 治定時期                               | 備考                                                   | 宮内庁                                 |
| ---------- | -------------------------------------- | -------------------------------------------------------------------------- | -------------------------------------- | --------------------------------------------------- | -------------------------------------- | ------------------------------------------------------ | -------------------------------------- |
| 1          | 神武天皇                               | 畝傍山東北陵 （うねびやまのうしとらのすみのみささぎ）                      | 円丘                                   | 奈良県橿原市大久保町                                | 文久年間                               | 遺跡名：ミサンザイ                                     |                                        |
| 2          | 綏靖天皇                               | 桃花鳥田丘上陵 （つきだのおかのえのみささぎ）                              | 円丘                                   | 奈良県橿原市四条町                                  | 1878年2月28日                          | 遺跡名：塚山                                           |                                        |
| 3          | 安寧天皇                               | 畝傍山西南御陰井上陵 （うねびやまのひつじさるのみほどのいの えのみささぎ） | 山形                                   | 奈良県橿原市吉田町                                  | 文久年間                               |                                                        |                                        |
| 4          | 懿徳天皇 （懿德天皇）                  | 畝傍山南纖沙溪上陵 （うねびやまのみなみのまなごのたにのえの みささぎ）     | 山形                                   | 奈良県橿原市西池尻町                                | 文久年間                               |                                                        |                                        |
| 5          | 孝昭天皇                               | 掖上博多山上陵 （わきのかみのはかたのやまのえの みささぎ）                 | 山形                                   | 奈良県御所市大字三室                                | 元禄年間                               |                                                        |                                        |
| 6          | 孝安天皇                               | 玉手丘上陵 （たまてのおかのえのみささぎ）                                  | 円丘                                   | 奈良県御所市大字玉手                                | 文久年間                               |                                                        |                                        |
| 7          | 孝霊天皇 （孝靈天皇）                  | 片丘馬坂陵 （かたおかのうまさかのみささぎ）                                | 山形                                   | 奈良県北葛城郡王寺町本町3丁目                       | 元禄年間                               |                                                        |                                        |
| 8          | 孝元天皇                               | 劔池嶋上陵 （つるぎのいけのしまのえのみささぎ）                            | 山形                                   | 奈良県橿原市石川町                                  | 元禄年間                               | 遺跡名：中山塚1-3号墳                                  |                                        |
| 9          | 開化天皇                               | 春日率川坂上陵 （かすがのいざかわのさかのえのみささぎ）                    | 前方後円                               | 奈良県奈良市油阪町                                  | 元禄年間                               | 遺跡名：念仏寺山古墳                                   |                                        |
| 10         | 崇神天皇                               | 山邊道勾岡上陵 （やまのべのみちのまがりのおかの えのみささぎ）             | 前方後円                               | 奈良県天理市柳本町                                  | 文久年間                               | 遺跡名：行燈山古墳                                     |                                        |
| 11         | 垂仁天皇                               | 菅原伏見東陵 （すがわらのふしみのひがしのみささぎ）                        | 前方後円                               | 奈良県奈良市尼辻西町                                | 元禄年間                               | 遺跡名：宝来山古墳                                     |                                        |
| 12         | 景行天皇                               | 山邊道上陵 （やまのべのみちのえのみささぎ）                                | 前方後円                               | 奈良県天理市渋谷町                                  | 文久年間                               | 遺跡名：渋谷向山古墳                                   |                                        |
| 13         | 成務天皇                               | 狹城盾列池後陵 （さきのたたなみのいけじりのみささぎ）                      | 前方後円                               | 奈良県奈良市山陵町                                  | 元禄年間                               | 遺跡名：佐紀石塚山古墳                                 |                                        |
| 14         | 仲哀天皇                               | 惠我長野西陵 （えがのながののにしのみささぎ）                              | 前方後円                               | 大阪府藤井寺市藤井寺4丁目                           | 文久年間                               | 遺跡名：岡ミサンザイ古墳                               |                                        |
| 15         | 応神天皇 （應神天皇）                  | 惠我藻伏崗陵 （えがのもふしのおかのみささぎ）                              | 前方後円                               | 大阪府羽曳野市誉田6丁目                             | 元禄年間                               | 遺跡名：誉田御廟山古墳（誉田山古墳）                   |                                        |
| 16         | 仁徳天皇 （仁德天皇）                  | 百舌鳥耳原中陵 （もずのみみはらのなかのみささぎ）                          | 前方後円                               | 大阪府堺市堺区大仙町                                | 元禄年間                               | 遺跡名：大仙陵古墳（大山古墳）                         |                                        |
| 17         | 履中天皇                               | 百舌鳥耳原南陵 （もずのみみはらのみなみのみささぎ）                        | 前方後円                               | 大阪府堺市西区石津ヶ丘                              | 元禄年間                               | 遺跡名：上石津ミサンザイ古墳                           |                                        |
| 18         | 反正天皇                               | 百舌鳥耳原北陵 （もずのみみはらのきたのみささぎ）                          | 前方後円                               | 大阪府堺市堺区北三国ヶ丘町2丁                       | 元禄年間                               | 遺跡名：田出井山古墳                                   |                                        |
| 19         | 允恭天皇                               | 惠我長野北陵 （えがのながののきたのみささぎ）                              | 前方後円                               | 大阪府藤井寺市国府1丁目                             | 文久年間                               | 遺跡名：市ノ山古墳（市野山古墳）                       |                                        |
| 20         | 安康天皇                               | 菅原伏見西陵 （すがわらのふしみのにしのみささぎ）                          | 方丘                                   | 奈良県奈良市宝来4丁目                               | 文久年間                               |                                                        |                                        |
| 21         | 雄略天皇                               | 丹比高鷲原陵 （たじひのたかわしのはらのみささぎ）                          | 円丘                                   | 大阪府羽曳野市島泉8丁目                             | 元禄年間                               | 遺跡名：島泉丸山・平塚古墳 真陵は岡ミサンザイ古墳か    |                                        |
| 22         | 清寧天皇                               | 河内坂門原陵 （こうちのさかどのはらのみささぎ）                            | 前方後円                               | 大阪府羽曳野市西浦6丁目                             | 元禄年間                               | 遺跡名：白髪山古墳                                     |                                        |
| 23         | 顕宗天皇 （顯宗天皇）                  | 傍丘磐坏丘南陵 （かたおかのいわつきのおかのみなみの みささぎ）             | 前方後円                               | 奈良県香芝市北今市                                  | 1889年6月1日                           |                                                        |                                        |
| 24         | 仁賢天皇                               | 埴生坂本陵 （はにゅうのさかもとのみささぎ）                                | 前方後円                               | 大阪府藤井寺市青山3丁目                             | 文久年間                               | 遺跡名：野中ボケ山古墳                                 |                                        |
| 25         | 武烈天皇                               | 傍丘磐坏丘北陵 （かたおかのいわつきのおかのきたの みささぎ）               | 山形                                   | 奈良県香芝市今泉                                    | 1889年6月1日                           |                                                        |                                        |
| 26         | 継体天皇 （繼體天皇）                  | 三嶋藍野陵 （みしまのあいののみささぎ）                                    | 前方後円                               | 大阪府茨木市太田3丁目                               | 享保年間                               | 遺跡名：太田茶臼山古墳 真陵は今城塚古墳か              |                                        |
| 27         | 安閑天皇                               | 古市高屋丘陵 （ふるちのたかやのおかのみささぎ）                            | 前方後円                               | 大阪府羽曳野市古市5丁目                             | 元禄年間                               | 遺跡名：高屋築山古墳                                   |                                        |
| 28         | 宣化天皇                               | 身狹桃花鳥坂上陵 （むさのつきさかのえのみささぎ）                          | 前方後円                               | 奈良県橿原市鳥屋町                                  | 元禄年間                               | 遺跡名：鳥屋ミサンザイ古墳                             |                                        |
| 29         | 欽明天皇                               | 檜隈坂合陵 （ひのくまのさかあいのみささぎ）                                | 前方後円                               | 奈良県高市郡明日香村大字平田                        | 文久年間                               | 遺跡名：平田梅山古墳 真陵は丸山古墳か                  |                                        |
| 30         | 敏達天皇                               | 河内磯長中尾陵 （こうちのしながのなかのおのみささぎ）                      | 前方後円                               | 大阪府南河内郡太子町大字太子                        | 元禄年間                               | 遺跡名：太子西山古墳                                   |                                        |
| 31         | 用明天皇                               | 河内磯長原陵 （こうちのしながのはらのみささぎ）                            | 方丘                                   | 大阪府南河内郡太子町大字春日                        | 元禄年間                               | 遺跡名：春日向山古墳                                   |                                        |
| 32         | 崇峻天皇                               | 倉梯岡陵 （くらはしのおかのみささぎ）                                      | 円丘                                   | 奈良県桜井市大字倉橋                                | 1889年7月16日                          | 真陵は赤坂天王山古墳か                                 |                                        |
| 33         | 推古天皇                               | 磯長山田陵 （しながのやまだのみささぎ）                                    | 方丘                                   | 大阪府南河内郡太子町大字山田                        | 元禄年間                               | 遺跡名：山田高塚古墳                                   |                                        |
| 34         | 舒明天皇                               | 押坂内陵 （おさかのうちのみささぎ）                                        | 上円下方 （八角）                      | 奈良県桜井市大字忍坂                                | 元禄年間                               | 遺跡名：段ノ塚古墳 考古学的にも確実視                  |                                        |
| 35         | 皇極天皇 →重祚して斉明天皇（齊明天皇） | 皇極天皇 →重祚して斉明天皇（齊明天皇）                                     | 皇極天皇 →重祚して斉明天皇（齊明天皇） | 皇極天皇 →重祚して斉明天皇（齊明天皇）              | 皇極天皇 →重祚して斉明天皇（齊明天皇） | 皇極天皇 →重祚して斉明天皇（齊明天皇）                 | 皇極天皇 →重祚して斉明天皇（齊明天皇） |
| 36         | 孝徳天皇                               | 大阪磯長陵 （おおさかのしながのみささぎ）                                  | 円丘                                   | 大阪府南河内郡太子町大字山田                        | 元禄年間                               | 遺跡名：山田上ノ山古墳                                 |                                        |
| 37         | 斉明天皇 （齊明天皇）                  | 越智崗上陵 （おちのおかのえのみささぎ）                                    | 円丘                                   | 奈良県高市郡高取町大字車木                          | 文久年間                               | 遺跡名：車木ケンノウ古墳 真陵は牽牛子塚古墳か          |                                        |
| 38         | 天智天皇                               | 山科陵 （やましなのみささぎ）                                              | 上円下方 （八角）                      | 京都府京都市山科区御陵上御廟野町                    | 元禄年間                               | 遺跡名：御廟野古墳                                     |                                        |
| 39         | 弘文天皇                               | 長等山前陵 （ながらのやまさきのみささぎ）                                  | 円丘                                   | 滋賀県大津市御陵町                                  | 1877年6月15日                          | 遺跡名：園城寺亀丘古墳                                 |                                        |
| 40         | 天武天皇                               | 檜隈大内陵 （ひのくまのおおうちのみささぎ）                                | 上円下方 （八角）                      | 奈良県高市郡明日香村大字野口                        | 1881年2月15日                          | 持統天皇と合葬 遺跡名：野口王墓古墳 考古学的にも確実視 |                                        |
| 41         | 持統天皇                               | 檜隈大内陵 （ひのくまのおおうちのみささぎ）                                | 上円下方 （八角）                      | 奈良県高市郡明日香村大字野口                        | 1881年2月15日                          | 天武天皇と合葬 遺跡名：野口王墓古墳 考古学的にも確実視 |                                        |
| 42         | 文武天皇                               | 檜隈安古岡上陵 （ひのくまのあこのおかのえのみささぎ）                      | 山形                                   | 奈良県高市郡明日香村大字栗原                        | 1881年2月15日                          | 遺跡名：栗原塚穴古墳 真陵は中尾山古墳か                |                                        |
| 43         | 元明天皇                               | 奈保山東陵 （なほやまのひがしのみささぎ）                                  | 山形                                   | 奈良県奈良市奈良阪町                                |                                        |                                                        |                                        |
| 44         | 元正天皇                               | 奈保山西陵 （なほやまのにしのみささぎ）                                    | 山形                                   | 奈良県奈良市奈良阪町                                |                                        |                                                        |                                        |
| 45         | 聖武天皇                               | 佐保山南陵 （さほやまのみなみのみささぎ）                                  | 山形                                   | 奈良県奈良市法蓮町                                  | 元禄年間                               | 遺跡名：法蓮北畑古墳                                   |                                        |
| 46         | 孝謙天皇 →重祚して称徳天皇（稱德天皇） | 孝謙天皇 →重祚して称徳天皇（稱德天皇）                                     | 孝謙天皇 →重祚して称徳天皇（稱德天皇） | 孝謙天皇 →重祚して称徳天皇（稱德天皇）              | 孝謙天皇 →重祚して称徳天皇（稱德天皇） | 孝謙天皇 →重祚して称徳天皇（稱德天皇）                 | 孝謙天皇 →重祚して称徳天皇（稱德天皇） |
| 47         | 淳仁天皇                               | 淡路陵 （あわじのみささぎ）                                                | 山形                                   | 兵庫県南あわじ市                                    |                                        |                                                        |                                        |
| 48         | 称徳天皇 （稱德天皇）                  | 高野陵 （たかののみささぎ）                                                | 前方後円                               | 奈良県奈良市山陵町                                  | 文久年間                               | 遺跡名：佐紀高塚古墳                                   |                                        |
| 49         | 光仁天皇                               | 田原東陵 （たはらのひがしのみささぎ）                                      | 円丘                                   | 奈良県奈良市日笠町                                  | 元禄年間                               | 遺跡名：田原塚ノ本古墳                                 |                                        |
| 50         | 桓武天皇                               | 柏原陵 （かしわばらのみささぎ）                                            | 円丘                                   | 京都府京都市伏見区桃山町永井久太郎                  |                                        |                                                        |                                        |
| 51         | 平城天皇                               | 楊梅陵 （やまもものみささぎ）                                              | 円丘                                   | 奈良県奈良市佐紀町                                  | 文久年間                               | 遺跡名：市庭古墳                                       |                                        |
| 52         | 嵯峨天皇                               | 嵯峨山上陵 （さがのやまのえのみささぎ）                                    | 円丘                                   | 京都府京都市右京区北嵯峨朝原山町                    |                                        |                                                        |                                        |
| 53         | 淳和天皇                               | 大原野西嶺上陵 （おおはらののにしのみねのえのみささぎ）                    | 円丘                                   | 京都府京都市西京区大原野南春日町                    |                                        |                                                        |                                        |
| 54         | 仁明天皇                               | 深草陵 （ふかくさのみささぎ）                                              | 方形                                   | 京都府京都市伏見区深草東伊達町                      |                                        |                                                        |                                        |
| 55         | 文徳天皇 （文德天皇）                  | 田邑陵 （たむらのみささぎ）                                                | 円丘                                   | 京都府京都市右京区太秦三尾町                        |                                        | 遺跡名：太秦三尾古墳                                   |                                        |
| 56         | 清和天皇                               | 水尾山陵 （みずのおやまのみささぎ）                                        | 円丘                                   | 京都府京都市右京区嵯峨水尾清和                      |                                        |                                                        |                                        |
| 57         | 陽成天皇                               | 神樂岡東陵 （かぐらがおかのひがしのみささぎ）                              | 八角丘                                 | 京都府京都市左京区浄土寺真如町                      |                                        |                                                        |                                        |
| 58         | 光孝天皇                               | 後田邑陵 （のちのたむらのみささぎ）                                        | 円丘                                   | 京都府京都市右京区宇多野馬場町                      |                                        |                                                        |                                        |
| 59         | 宇多天皇                               | 大内山陵 （おおうちやまのみささぎ）                                        | 方丘                                   | 京都府京都市右京区鳴滝宇多野谷                      |                                        |                                                        |                                        |
| 60         | 醍醐天皇                               | 後山科陵 （のちのやましなのみささぎ）                                      | 円丘                                   | 京都府京都市伏見区醍醐古道町                        |                                        |                                                        |                                        |
| 61         | 朱雀天皇                               | 醍醐陵 （だいごのみささぎ）                                                | 円丘                                   | 京都府京都市伏見区醍醐御陵東裏町                    |                                        |                                                        |                                        |
| 62         | 村上天皇                               | 村上陵 （むらかみのみささぎ）                                              | 円丘                                   | 京都府京都市右京区鳴滝宇多野谷                      |                                        |                                                        |                                        |
| 63         | 冷泉天皇                               | 櫻本陵 （さくらもとのみささぎ）                                            | 円丘                                   | 京都府京都市左京区鹿ヶ谷法然院町、 鹿ヶ谷西寺ノ前町 |                                        |                                                        |                                        |
| 64         | 円融天皇 （圓融天皇）                  | 後村上陵 （のちのむらかみのみささぎ）                                      | 円丘                                   | 京都府京都市右京区宇多野福王子町                    |                                        |                                                        |                                        |
| 65         | 花山天皇                               | 紙屋川上陵 （かみやがわのほとりのみささぎ）                                | 方丘                                   | 京都府京都市北区衣笠北高橋町                        |                                        |                                                        |                                        |
| 66         | 一条天皇 （一條天皇）                  | 圓融寺北陵 （えんゆうじのきたのみささぎ）                                  | 円丘                                   | 京都府京都市右京区龍安寺朱山 （龍安寺内）           |                                        |                                                        |                                        |
| 67         | 三条天皇 （三條天皇）                  | 北山陵 （きたやまのみささぎ）                                              | 円丘                                   | 京都府京都市北区衣笠西尊上院町                      |                                        |                                                        |                                        |
| 68         | 後一条天皇 （後一條天皇）              | 菩提樹院陵 （ぼだいじゅいんのみささぎ）                                    | 円丘                                   | 京都府京都市左京区吉田神楽岡町                      | 1889年7月20日                          |                                                        |                                        |
| 69         | 後朱雀天皇                             | 圓乘寺陵 （えんじょうじのみささぎ）                                        | 円丘                                   | 京都府京都市右京区龍安寺朱山 （龍安寺内）           |                                        |                                                        |                                        |
| 70         | 後冷泉天皇                             | 圓教寺陵 （えんきょうじのみささぎ）                                        | 円丘                                   | 京都府京都市右京区龍安寺朱山 （龍安寺内）           |                                        |                                                        |                                        |
| 71         | 後三条天皇 （後三條天皇）              | 圓宗寺陵 （えんそうじのみささぎ）                                          | 円丘                                   | 京都府京都市右京区龍安寺朱山 （龍安寺内）           |                                        |                                                        |                                        |
| 72         | 白河天皇                               | 成菩提院陵 （じょうぼだいいんのみささぎ）                                  | 方丘                                   | 京都府京都市伏見区竹田浄菩提院町                    |                                        |                                                        |                                        |
| 73         | 堀河天皇                               | 後圓教寺陵 （のちのえんきょうじのみささぎ）                                | 円丘                                   | 京都府京都市右京区龍安寺朱山 （龍安寺内）           |                                        |                                                        |                                        |
| 74         | 鳥羽天皇                               | 安樂壽院陵 （あんらくじゅいんのみささぎ）                                  | 方形堂                                 | 京都府京都市伏見区竹田浄菩提院町                    |                                        |                                                        |                                        |
| 75         | 崇徳天皇 （崇德天皇）                  | 白峯陵 （しらみねのみささぎ）                                              | 方丘                                   | 香川県坂出市青海町                                  |                                        |                                                        |                                        |
| 76         | 近衛天皇 （近衞天皇）                  | 安樂壽院南陵 （あんらくじゅいんのみなみのみささぎ）                        | 多宝塔                                 | 京都府京都市伏見区竹田浄菩提院町                    |                                        |                                                        |                                        |
| 77         | 後白河天皇                             | 法住寺陵 （ほうじゅうじのみささぎ）                                        | 方形堂                                 | 京都府京都市東山区三十三間堂廻り町                  |                                        |                                                        |                                        |
| 78         | 二条天皇 （二條天皇）                  | 香隆寺陵 （こうりゅうじのみささぎ）                                        | 円丘                                   | 京都府京都市北区平野八丁柳町                        |                                        |                                                        |                                        |
| 79         | 六条天皇 （六條天皇）                  | 清閑寺陵 （せいかんじのみささぎ）                                          | 円丘                                   | 京都府京都市東山区清閑寺歌ノ中山町                  |                                        |                                                        |                                        |
| 80         | 高倉天皇                               | 後清閑寺陵 （のちのせいかんじのみささぎ）                                  | 方丘                                   | 京都府京都市東山区清閑寺歌ノ中山町                  |                                        |                                                        |                                        |
| 81         | 安徳天皇 （安德天皇）                  | 阿彌陀寺陵 （あみだじのみささぎ）                                          | 円丘                                   | 山口県下関市阿弥陀寺町 赤間神宮内                   |                                        |                                                        |                                        |
| 82         | 後鳥羽天皇                             | 大原陵 （おおはらのみささぎ）                                              | 石造十三重塔                           | 京都府京都市左京区大原勝林院町                      |                                        |                                                        |                                        |
| 83         | 土御門天皇                             | 金原陵 （かねがはらのみささぎ）                                            | 八角丘                                 | 京都府長岡京市金ヶ原金原寺                          |                                        |                                                        |                                        |
| 84         | 順徳天皇 （順德天皇）                  | 大原陵 （おおはらのみささぎ）                                              | 円丘                                   | 京都府京都市左京区大原勝林院町                      |                                        |                                                        |                                        |
| 85         | 仲恭天皇                               | 九條陵 （くじょうのみささぎ）                                              | 円丘                                   | 京都府京都市伏見区深草本寺山町                      |                                        |                                                        |                                        |
| 86         | 後堀河天皇                             | 觀音寺陵 （かんおんじのみささぎ）                                          | 円丘                                   | 京都府京都市東山区今熊野泉山町 （泉涌寺内）         |                                        |                                                        |                                        |
| 87         | 四条天皇 （四條天皇）                  | 月輪陵 （つきのわのみささぎ）                                              | 石造九重塔                             | 京都府京都市東山区今熊野泉山町 （泉涌寺内）         |                                        |                                                        |                                        |
| 88         | 後嵯峨天皇                             | 嵯峨南陵 （さがのみなみのみささぎ）                                        | 方形堂                                 | 京都府京都市右京区嵯峨天龍寺芒ノ馬場町 （天龍寺内） |                                        |                                                        |                                        |
| 89         | 後深草天皇                             | 深草北陵 （ふかくさのきたのみささぎ）                                      | 方形堂                                 | 京都府京都市伏見区深草坊町                          |                                        |                                                        |                                        |
| 90         | 亀山天皇 （龜山天皇）                  | 龜山陵 （かめやまのみささぎ）                                              | 方形堂                                 | 京都府京都市右京区嵯峨天龍寺芒ノ馬場町 （天龍寺内） |                                        |                                                        |                                        |
| 91         | 後宇多天皇                             | 蓮華峯寺陵 （れんげぶじのみささぎ）                                        | 方形堂 石造五輪塔                      | 京都府京都市右京区北嵯峨朝原山町                    |                                        |                                                        |                                        |
| 92         | 伏見天皇                               | 深草北陵 （ふかくさのきたのみささぎ）                                      | 方形堂                                 | 京都府京都市伏見区深草坊町                          |                                        | 後深草天皇と合葬                                       |                                        |
| 93         | 後伏見天皇                             | 深草北陵 （ふかくさのきたのみささぎ）                                      | 方形堂                                 | 京都府京都市伏見区深草坊町                          |                                        | 後深草天皇と合葬                                       |                                        |
| 94         | 後二条天皇 （後二條天皇）              | 北白河陵 （きたしらかわのみささぎ）                                        | 円丘                                   | 京都府京都市左京区北白川追分町                      |                                        |                                                        |                                        |
| 95         | 花園天皇                               | 十樂院上陵 （じゅうらくいんのうえのみささぎ）                              | 円丘                                   | 京都府京都市東山区粟田口三条坊町                    |                                        |                                                        |                                        |
| 96（南1）  | 後醍醐天皇                             | 塔尾陵 （とうのおのみささぎ）                                              | 円丘                                   | 奈良県吉野郡吉野町大字吉野山字塔ノ尾 （如意輪寺内） |                                        |                                                        |                                        |
| 北1        | 光厳天皇                               | 山国陵 （やまくにのみささぎ）                                              | 円丘                                   | 京都府京都市右京区京北井戸町丸山 （常照皇寺内）     |                                        |                                                        |                                        |
| 北2        | 光明天皇                               | 大光明寺陵 （だいこうみょうじのみささぎ）                                  | 円丘                                   | 京都府京都市伏見区桃山町秦長老                      |                                        |                                                        |                                        |
| 北3        | 崇光天皇                               | 大光明寺陵 （だいこうみょうじのみささぎ）                                  | 円丘                                   | 京都府京都市伏見区桃山町秦長老                      |                                        |                                                        |                                        |
| 北4        | 後光厳天皇                             | 深草北陵 （ふかくさのきたのみささぎ）                                      | 方形堂                                 | 京都府京都市伏見区深草坊町                          |                                        | 後深草天皇と合葬                                       |                                        |
| 北5        | 後円融天皇 （後圓融天皇）              | 深草北陵 （ふかくさのきたのみささぎ）                                      | 方形堂                                 | 京都府京都市伏見区深草坊町                          |                                        | 後深草天皇と合葬                                       |                                        |
| 南2（97）  | 後村上天皇                             | 檜尾陵 （ひのおのみささぎ）                                                | 円丘                                   | 大阪府河内長野市寺元 （観心寺内）                   |                                        |                                                        |                                        |
| 南3（98）  | 長慶天皇                               | 嵯峨東陵 （さがのひがしのみささぎ）                                        | 円丘                                   | 京都府京都市右京区嵯峨天龍寺角倉町                  |                                        |                                                        |                                        |
| 南4（99）  | 後亀山天皇 （後龜山天皇）              | 嵯峨小倉陵 （さがのおぐらのみささぎ）                                      | 石造五輪塔                             | 京都府京都市右京区嵯峨鳥居本小坂町                  |                                        |                                                        |                                        |
| 100（北6） | 後小松天皇                             | 深草北陵 （ふかくさのきたのみささぎ）                                      | 方形堂                                 | 京都府京都市伏見区深草坊町                          |                                        | 後深草天皇と合葬                                       |                                        |
| 101        | 称光天皇 （稱光天皇）                  | 深草北陵 （ふかくさのきたのみささぎ）                                      | 方形堂                                 | 京都府京都市伏見区深草坊町                          |                                        | 後深草天皇と合葬                                       |                                        |
| 102        | 後花園天皇                             | 後山國陵 （のちのやまくにのみささぎ）                                      | 石造宝篋印塔                           | 京都府京都市右京区京北井戸町丸山 （常照皇寺内）     |                                        |                                                        |                                        |
| 103        | 後土御門天皇                           | 深草北陵 （ふかくさのきたのみささぎ）                                      | 方形堂                                 | 京都府京都市伏見区深草坊町                          |                                        | 後深草天皇と合葬                                       |                                        |
| 104        | 後柏原天皇                             | 深草北陵 （ふかくさのきたのみささぎ）                                      | 方形堂                                 | 京都府京都市伏見区深草坊町                          |                                        | 後深草天皇と合葬                                       |                                        |
| 105        | 後奈良天皇                             | 深草北陵 （ふかくさのきたのみささぎ）                                      | 方形堂                                 | 京都府京都市伏見区深草坊町                          |                                        | 後深草天皇と合葬                                       |                                        |
| 106        | 正親町天皇                             | 深草北陵 （ふかくさのきたのみささぎ）                                      | 方形堂                                 | 京都府京都市伏見区深草坊町                          |                                        | 後深草天皇と合葬                                       |                                        |
| 107        | 後陽成天皇                             | 深草北陵 （ふかくさのきたのみささぎ）                                      | 方形堂                                 | 京都府京都市伏見区深草坊町                          |                                        | 後深草天皇と合葬                                       |                                        |
| 108        | 後水尾天皇                             | 月輪陵 （つきのわのみささぎ）                                              | 石造九重塔                             | 京都府京都市東山区今熊野泉山町 （泉涌寺内）         |                                        |                                                        |                                        |
| 109        | 明正天皇                               | 月輪陵 （つきのわのみささぎ）                                              | 石造九重塔                             | 京都府京都市東山区今熊野泉山町 （泉涌寺内）         |                                        |                                                        |                                        |
| 110        | 後光明天皇                             | 月輪陵 （つきのわのみささぎ）                                              | 石造九重塔                             | 京都府京都市東山区今熊野泉山町 （泉涌寺内）         |                                        |                                                        |                                        |
| 111        | 後西天皇                               | 月輪陵 （つきのわのみささぎ）                                              | 石造九重塔                             | 京都府京都市東山区今熊野泉山町 （泉涌寺内）         |                                        |                                                        |                                        |
| 112        | 霊元天皇 （靈元天皇）                  | 月輪陵 （つきのわのみささぎ）                                              | 石造九重塔                             | 京都府京都市東山区今熊野泉山町 （泉涌寺内）         |                                        |                                                        |                                        |
| 113        | 東山天皇                               | 月輪陵 （つきのわのみささぎ）                                              | 石造九重塔                             | 京都府京都市東山区今熊野泉山町 （泉涌寺内）         |                                        |                                                        |                                        |
| 114        | 中御門天皇                             | 月輪陵 （つきのわのみささぎ）                                              | 石造九重塔                             | 京都府京都市東山区今熊野泉山町 （泉涌寺内）         |                                        |                                                        |                                        |
| 115        | 桜町天皇 （櫻町天皇）                  | 月輪陵 （つきのわのみささぎ）                                              | 石造九重塔                             | 京都府京都市東山区今熊野泉山町 （泉涌寺内）         |                                        |                                                        |                                        |
| 116        | 桃園天皇                               | 月輪陵 （つきのわのみささぎ）                                              | 石造九重塔                             | 京都府京都市東山区今熊野泉山町 （泉涌寺内）         |                                        |                                                        |                                        |
| 117        | 後桜町天皇 （後櫻町天皇）              | 月輪陵 （つきのわのみささぎ）                                              | 石造九重塔                             | 京都府京都市東山区今熊野泉山町 （泉涌寺内）         |                                        |                                                        |                                        |
| 118        | 後桃園天皇                             | 月輪陵 （つきのわのみささぎ）                                              | 石造九重塔                             | 京都府京都市東山区今熊野泉山町 （泉涌寺内）         |                                        |                                                        |                                        |
| 119        | 光格天皇                               | 後月輪陵 （のちのつきのわのみささぎ）                                      | 石造九重塔                             | 京都府京都市東山区今熊野泉山町 （泉涌寺内）         |                                        |                                                        |                                        |
| 120        | 仁孝天皇                               | 後月輪陵 （のちのつきのわのみささぎ）                                      | 石造九重塔                             | 京都府京都市東山区今熊野泉山町 （泉涌寺内）         |                                        |                                                        |                                        |
| 121        | 孝明天皇                               | 後月輪東山陵 （のちのつきのわのひがしのみささぎ）                          | 円丘                                   | 京都府京都市東山区今熊野泉山町 （泉涌寺内）         |                                        |                                                        |                                        |
| 122        | 明治天皇                               | 伏見桃山陵 （ふしみのももやまのみささぎ）                                  | 上円下方                               | 京都府京都市伏見区桃山町古城山                      |                                        |                                                        |                                        |
| 123        | 大正天皇                               | 多摩陵 （たまのみささぎ）                                                  | 上円下方                               | 東京都八王子市長房町 武蔵陵墓地                     |                                        |                                                        |                                        |
| 124        | 昭和天皇                               | 武蔵野陵 （むさしののみささぎ）                                            | 上円下方                               | 東京都八王子市長房町 武蔵陵墓地                     |                                        |                                                        |                                        |

1. ↑  崇神天皇の「山邊道勾岡上陵」は『古事記』による陵墓名。『日本書紀』および『延喜式』では景行天皇陵と同じ「山邊道上陵」。
2. ↑  かつては雄略天皇陵を河内大塚山古墳（大阪府羽曳野市・松原市）に比定する説も有力視されたが、現在では後期古墳説が定着している（川内眷三 「河内大塚山古墳の研究動向と周辺域古墳群の復原」 (PDF)  『四天王寺大学紀要 第57号』 2014年、pp. 32-41）。
3. ↑  宮内庁御陵印の印面は「崇峻天皇倉梯岡上陵」。昭和31年版宮内庁『陵墓要覧』まで「倉梯岡上陵」とあったが改号。
4. ↑  「弘文天皇」は1870年（明治3年）に贈られた諡号であり、それまで歴代天皇に列せられていなかったため、『延喜式』には記載なし。
5. ↑  淳仁天皇について、『延喜式』では「廃帝」と記載。
6. ↑  嵯峨天皇は、遺詔により山陵を興さず薄葬された。現在の陵は幕末に治定・修陵されたもの。
7. ↑  淳和天皇は、遺詔により山陵を興さず散骨された。現在の陵は幕末に修陵されたもの。

### 天皇陵参考地
1949年（昭和24年）10月の『陵墓参考地一覧』による陵墓参考地のうち天皇陵参考地の一覧。
| 名称               | 所在地                               | 被葬候補者（該当御方） | 備考                   |
| ------------------ | ------------------------------------ | ---------------------- | ---------------------- |
| 大亀谷陵墓参考地   | 京都府京都市伏見区深草大亀谷古御香町 | 桓武天皇               |                        |
| 東山本町陵墓参考地 | 京都府京都市東山区本町16丁目         | 仲恭天皇               |                        |
| 天王塚陵墓参考地   | 京都府京都市左京区岡崎入江町         | 後三条天皇火葬塚       |                        |
| 御室陵墓参考地     | 京都府京都市右京区御室大内           | 光孝天皇               |                        |
| 大塚陵墓参考地     | 大阪府松原市西大塚1丁目              | 雄略天皇               | 遺跡名：河内大塚山古墳 |
| 藤井寺陵墓参考地   | 大阪府藤井寺市津堂                   | 允恭天皇               | 遺跡名：津堂城山古墳   |
| 東百舌鳥陵墓参考地 | 大阪府堺市北区百舌鳥西之町           | 反正天皇               | 遺跡名：ニサンザイ古墳 |
| 百舌鳥陵墓参考地   | 大阪府堺市北区百舌鳥本町             | 応神天皇               | 遺跡名：御廟山古墳     |
| 市陵墓参考地       | 兵庫県南あわじ市市十一ケ所           | 淳仁天皇初葬地         |                        |
| 畝傍陵墓参考地     | 奈良県橿原市五条野町                 | 天武天皇・持統天皇     | 遺跡名：丸山古墳       |
| 磐園陵墓参考地     | 奈良県大和高田市築山                 | 顕宗天皇               | 遺跡名：築山古墳       |
| 大塚陵墓参考地     | 奈良県北葛城郡広陵町大塚             | 武烈天皇               | 遺跡名：新山古墳       |
| 宇倍野陵墓参考地   | 鳥取県鳥取市国府町岡益               | 安徳天皇               | 遺跡名：岡益の石堂     |
| 西市陵墓参考地     | 山口県下関市豊田町地吉               | 安徳天皇               |                        |
| 越智陵墓参考地     | 高知県高岡郡越知町越知               | 安徳天皇               |                        |
| 佐須陵墓参考地     | 長崎県対馬市厳原町久根田舎           | 安徳天皇               |                        |
| 花園陵墓参考地     | 熊本県宇土市立岡町                   | 安徳天皇               |                        |